# Shenzhou 6

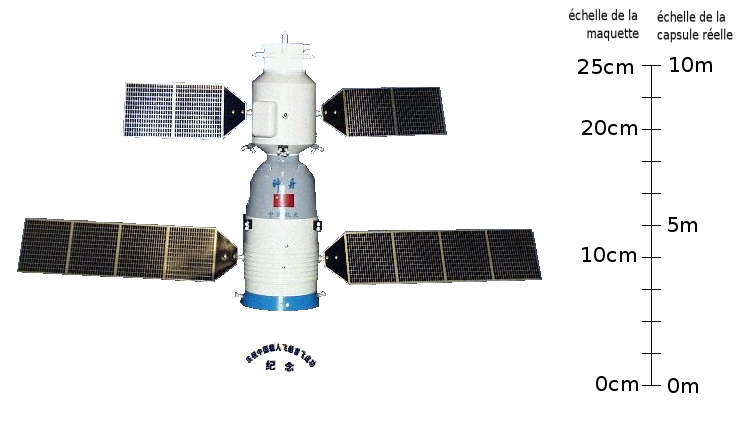
Shenzhou

Shenzhou 6 (chineză: 神舟六号) este a doua sondă a Republicii Populare Chineze transportând oameni în spațiu. A fost lansată la 12 octombrie 2005 de la Cosmodromul Jiuquan cu o rachetă purtătoare de tip Marșul Lung CZ-2F. Doi astronauți (sau taikonauți) au fost trimiși cu Shenzhou 6 – Fei Junlong (费俊龙) și Nie Haisheng (聂海胜).
Vezi și: Shenzhou 5